# Введенське (село, Кетовський район)
Вве́денське (рос. Введенское) — село у складі Кетовського району Курганської області, Росія. Адміністративний центр Введенської сільської ради.
Населення — 4537 осіб (2010, 3913 у 2002).